# لوبيرا بارك
حديقة لوبيرا هي حديقة في مدينة مليلية الإسبانية تقع في منطقة الإنسانش الحديثة،في شارع كانديدو لوبيرا،على الجانب الغربي من القصبة.

## تاريخ
سميت على اسم مؤسسها كانديدو لوبيرا جيريلا، الذي قام، بصفته رئيسًا لمجلس الضرائب، بإنشاء هذه الحديقة لتجنب بناء ثكنات على أرضه، وبعد الانتهاء من بنائها في عام 1927، أطلق عليها اسم باركي كوندي دي جوردانا. وفي عام 1978 تم تجديده ببناء الشلالات والبركة والبرجولات والنافورة والكشك والمعبد وأضيفت منحوتات لرافائيل بيكازو وفي عام 1993 تم إضافة بعض المنحوتات لخوان أنتو دياغو مثل تلك التي تظهر في الصورة "الفتاة التي تلمس الماء". بعد بضع سنوات من الهجر والإصلاحات الجزئية ورديئة الجودة، بدأت عملية إعادة التصميم بالممرات والبرك والنوافير والعناصر الأخرى، لمواصلة السياج الخارجي و جدران وخندق السياج المحصن الرابع.

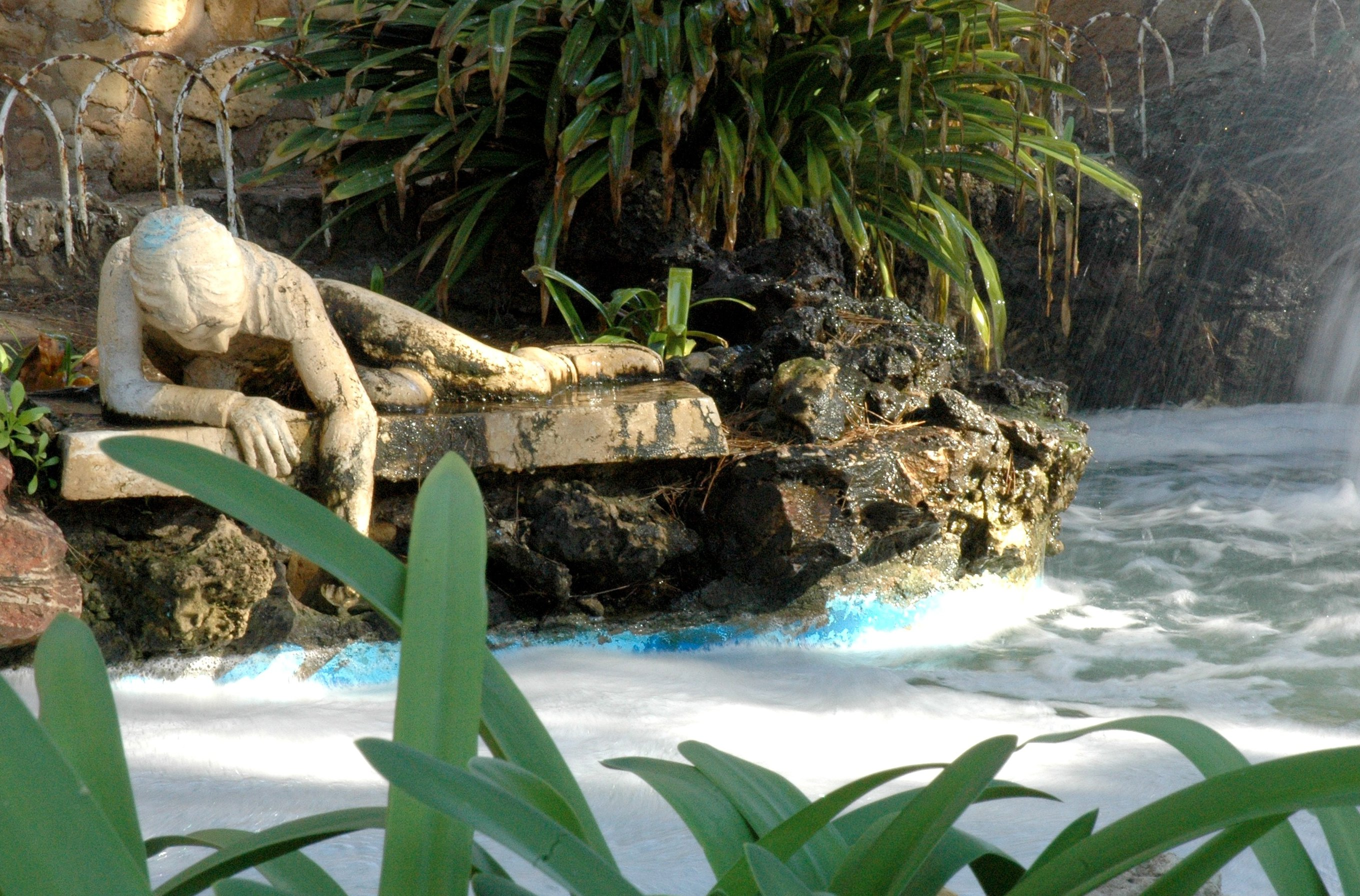

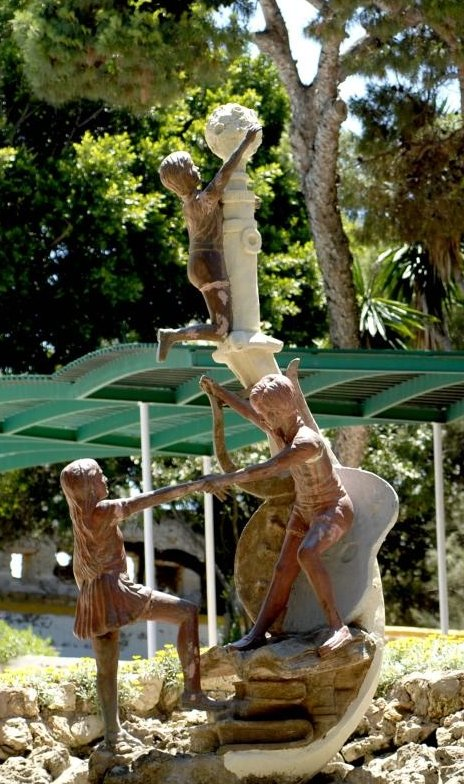

تبلغ مساحتها 2 هكتار، بها ممرات وشلالات تنزل من أسوار السياج المحصن الرابع المنطقة العلوية والشرقية إلى المنطقة السفلية شارع أفينيدا كانديدو لوبيرا غربًا، حيث في جنوبها السفلي منطقة، العثور على البركة والصعود، ساحة، محاطة بالبرجولات مع نافورة في الوسط، كشك في الطرف الشرقي ومعبد صغير.